# Ophryotrocha schubravyi
Ophryotrocha schubravyi is een borstelworm uit de familie Dorvilleidae. Het lichaam van de worm bestaat uit een kop, een cilindrisch, gesegmenteerd lichaam en een staartstukje. De kop bestaat uit een prostomium (gedeelte voor de mondopening) en een peristomium (gedeelte rond de mond) en draagt gepaarde aanhangsels (palpen, antennen en cirri).
Ophryotrocha schubravyi werd in 1980 voor het eerst wetenschappelijk beschreven door Tsetlin.